# Rio Atibaia
O Rio Atibaia é um curso d'água brasileiro localizado no estado de São Paulo, integrante da bacia hidrográfica do Rio Piracicaba, que compõe o grupo das Bacias PCJ (Piracicaba, Capivari e Jundiaí). Sua nascente ocorre no município de Bom Jesus dos Perdões, formada pela confluência dos rios Atibainha e Cachoeira, ambos parte do Sistema Cantareira, e deságua no Rio Piracicaba, em Americana, após percorrer 165 km.

## Características
O rio Atibaia é formado no município paulista de Bom Jesus dos Perdões pela junção dos rios Atibainha e Cachoeira, logo após os reservatórios Atibainha e Cachoeira que fazem parte do Sistema Cantareira, sendo que as nascentes do rio Cachoeira encontram-se no estado de Minas Gerais. Em certos trechos, o rio tem 20 metros de profundidade e 11 metros de largura.
O rio Atibaia abastece 75% da população da cidade de Atibaia, onde se encontra a Represa Usina de Atibaia, e também 95% da população da cidade de Campinas, entre outras. Jundiaí possui uma outorga para bombear água do rio Atibaia durante a estiagem. Na altura da cidade de Americana, logo após passar por Paulínia, encontra-se a Usina Hidrelétrica Salto Grande, formando a represa com mais de 8 km2 de área inundada. Logo após a jusante da usina o rio Atibaia junta-se ao rio Jaguari para formar o Rio Piracicaba.

## Etimologia
Seu nome é de origem tupi,  Tybaia, sendo TY - baia (ou aia), que significa rio manso, de águas tranquilas, abundantes, agradáveis ao paladar. Até chegar ao nome Atibaia, o vocábulo passou por várias modificações: Thibaia, Atubaia, Thibaya, mas o significado continuou o mesmo, "manancial de água saudável".  

## Geografia

### Extensão e curso
O rio Atibaia percorre 165 km, desde sua formação em Bom Jesus dos Perdões até a foz no Rio Piracicaba. Seu curso atravessa regiões de relevo variado, incluindo áreas serranas próximas à Serra da Mantiqueira e planícies aluviais em municípios como Campinas e Americana.

### Bacia hidrográfica
A sub-bacia do Atibaia abrange 2.931 km², distribuídos entre São Paulo e Minas Gerais, e integra a Bacia do Rio Piracicaba. A região abriga 1,1 milhão de habitantes, com densidade populacional de 394,38 hab./km², concentrados em municípios como Campinas, Atibaia e Paulínia.

### Afluentes e sub-bacias
Seus principais afluentes são o Rio Jaguari, com o qual se une para formar o Piracicaba, e ribeirões como o Anhumas, que recebe efluentes tratados de estações de Campinas e Paulínia. A sub-bacia do Atibaia inclui áreas de preservação ambiental, como a APA Piracicaba/Juqueri-Mirim, e reservatórios estratégicos, como o Sistema Cantareira.

## Hidrologia

### Vazão e regime hídrico
A vazão média do rio é de 31 m³/s, com uso predominante para abastecimento urbano (5,02 m³/s), seguido por demanda industrial (3,26 m³/s) e agrícola (1,62 m³/s). O regime hídrico é influenciado por chuvas sazonais, com períodos de estiagem crítica, como em 2014-2015, quando a disponibilidade hídrica na região das Bacias PCJ atingiu níveis alarmantes.

### Qualidade da água
As águas do Atibaia são classificadas como Classe 1 (nascentes) e Classe 2 (trechos urbanos), conforme legislação estadual. Em 2022, sete dos nove pontos de monitoramento da CETESB apresentaram Índice de Qualidade da Água (IQA) "Bom", enquanto dois pontos registraram classificação "Regular"  Contudo, durante a seca de 2014-2015, trechos do rio tiveram IQA classificado como "Ruim", reflexo da redução de vazão e aumento da concentração de poluentes.

#### Eutrofização
O reservatório da Usina Salto Grande, em Americana, apresenta variação de estados entre eutrófico a hipereutrófico, com altos níveis de fósforo e matéria orgânica. A proliferação de aguapés e a redução de oxigênio dissolvido afetam a biodiversidade, especialmente de bentos (organismos que vivem no substrato de ambientes aquáticos), com declínio de espécies como Chironomidae.

## Importância socioeconômica

### Abastecimento público
O Atibaia é responsável por 93,5% do abastecimento de Campinas e abastece parcialmente municípios como Valinhos e Vinhedo. Além disso, contribui com 9 m³/s de água para o Sistema Cantareira, crucial para a Região Metropolitana de São Paulo.

### Geração de energia
A Usina Hidrelétrica Salto Grande, inaugurada em 1949, possui capacidade instalada de 72 MW e forma um reservatório de 8 km². Apesar de sua importância energética, o lago sofre com eutrofização e acumulação de sedimentos, exigindo intervenções contínuas para remoção de aguapés.

### Agricultura e indústria
A bacia abriga atividades agrícolas como cultivo de cana-de-açúcar, milho e flores, além de indústrias de papel, química e petroquímica. O uso de água para irrigação e processos industriais representa 1,62 m³/s e 3,26 m³/s, respectivamente, pressionando os recursos hídricos.

## Problemas ambientais

### Poluição urbana e industrial
Apenas 52% do esgoto doméstico na bacia recebe tratamento, e efluentes industriais carregam metais pesados e compostos fenólicos. Fungos como Penicillium e Aspergillus, isolados no rio, são estudados para biorremediação devido à resistência a ambientes contaminados.

### Desmatamento e fragmentação
A vegetação nativa ocupa 27,7% da bacia, mas está fragmentada em 1.368 remanescentes, muitos menores que 50 hectares. Apenas 20,14% dessas áreas possuem núcleos preservados, limitando sua capacidade de conservação da biodiversidade.

### Gestão de recursos hídricos
O Plano das Bacias PCJ 2020-2035 estabeleceu metas para Estações de Tratamento de Esgoto (ETEs) em municípios prioritários, como remoção de 90% de nitrogênio e 95% de fósforo até 2035 em Paulínia. Campinas modernizou estações como a ETE Anhumas, com tecnologias de reuso para reduzir impactos.

## Gestão e conservação

### Iniciativas de recuperação
Projetos como o Entre Serras e Águas, da Secretaria de Meio Ambiente de São Paulo, visam ao desenvolvimento sustentável na região da Rodovia Fernão Dias. Ações incluem reflorestamento de APPs e controle de erosão.

### Legislação e políticas públicas
O enquadramento do rio segue a Resolução CONAMA nº 357/2005, com metas de qualidade vinculadas ao Plano de Bacias PCJ. Municípios como Campinas e Paulínia priorizam a remoção de nutrientes em ETEs, alinhadas a acordos com o Ministério Público.